# Придаченко, Дмитрий Кузьмич
Придаченко Дмитрий Кузьмич (1922—2000) — бригадир горнорабочих очистного забоя шахты им. 7 Ноября. Депутат городского Совета народных депутатов, делегат 24 съезда КПСС. Герой Социалистического Труда.

## Биография
Трудовую деятельность в Кузбассе начал после армии в 1947 году. Работая навалоотбойщиком, комбайнером и с 1963 года — бригадиром комплексной бригады. Зарекомендовал себя высококвалифицированным рабочим и хорошим организатором.
Бригада Дмитрия Придаченко в 60-70-е годы XX столетия — маяк социалистического соревнования на руднике и в Кузбассе. В бригаде каждый владел несколькими специальностями, чтобы в случае необходимости заменить товарища. Осваивая ОМКТ, его бригада прокладывала путь к невиданным до того темпам добычи угля, выявляла скрытые возможности горной техники, по-новому организовывала свой труд. Бригадир умел расставить ребят по местам в лаве так, чтобы не допускать простоев и прогулов в бригаде, максимально использовать возможности и опыт рабочих. Вклад бригады в развитие угольной отрасли был очень велик и важен для всего народа. Не раз бригада Дмитрия Кузмича Придаченко называлась лучшей в отрасли.
За 1968 год его бригада добыла 319 500 тонн угля, что было наивысшим её достижением. Бригада в числе первых освоила рубеж в 1 млн.тонн угля в год и показала пример наиболее эффективного использования очистных механизированных комплексов.
В 1970—1980 годы Дмитрий Кузьмич активно участвовал в жизни города, являлся депутатом горсовета, делегатом 24 съезда КПСС. Скончался в 2000 году. Похоронен в городе Ленинске-Кузнецком.

## Награды
- 30 марта 1971 года за выдающиеся производственные достижения Придаченко Д. К. присвоено звание Героя Социалистического Труда.
- Орден Ленина, медаль «Серп и Молот», орден Трудового Красного Знамени, медаль «За трудовое отличие», полный кавалер знака «Шахтёрская слава» и другие.
- Заслуженный шахтёр РСФСР, «Заслуженный мастер профессионально-технического образования РСФСР», «Почетный шахтер», Почетный гражданин г. Ленинска-Кузнецкого.

## Память
В 2011 году на фасаде АБК шахты им. 7 Ноября была установлена мемориальная доска с именем легендарного бригадира «Семёрки».